# Tel Mar Elias

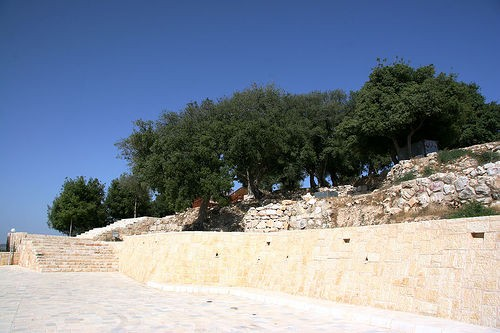
Tel Mar Elias, agosto de 2005

Tel Mar Elias é um morro (tel) na região de Ajloun do norte da Jordânia. O local, a noroeste de Ajloun, tem sido identificado com Tisbe, mencionado na Bíblia como a cidade ou região do profeta Elias (em hebraico: אליהו).
Mar Elias foi escavado em 1999 por Mohammad Abu Abila para o Departamento de Antiguidades da Jordânia. O sítio foi preservado para peregrinações religiosas.
O local é um sítio arqueológico, onde se encontram, além de objetos e esculturas, os restos de uma das maiores e conhecidas igrejas bizantinas da Jordânia, que está sobre a forma de uma igreja cruciforme rara. Artefatos a partir deste lugar, incluindo esculturas de mármore e pequenos objetos religiosos de metal ficam no Museu do Castelo de Ajloun. 

## Galeria

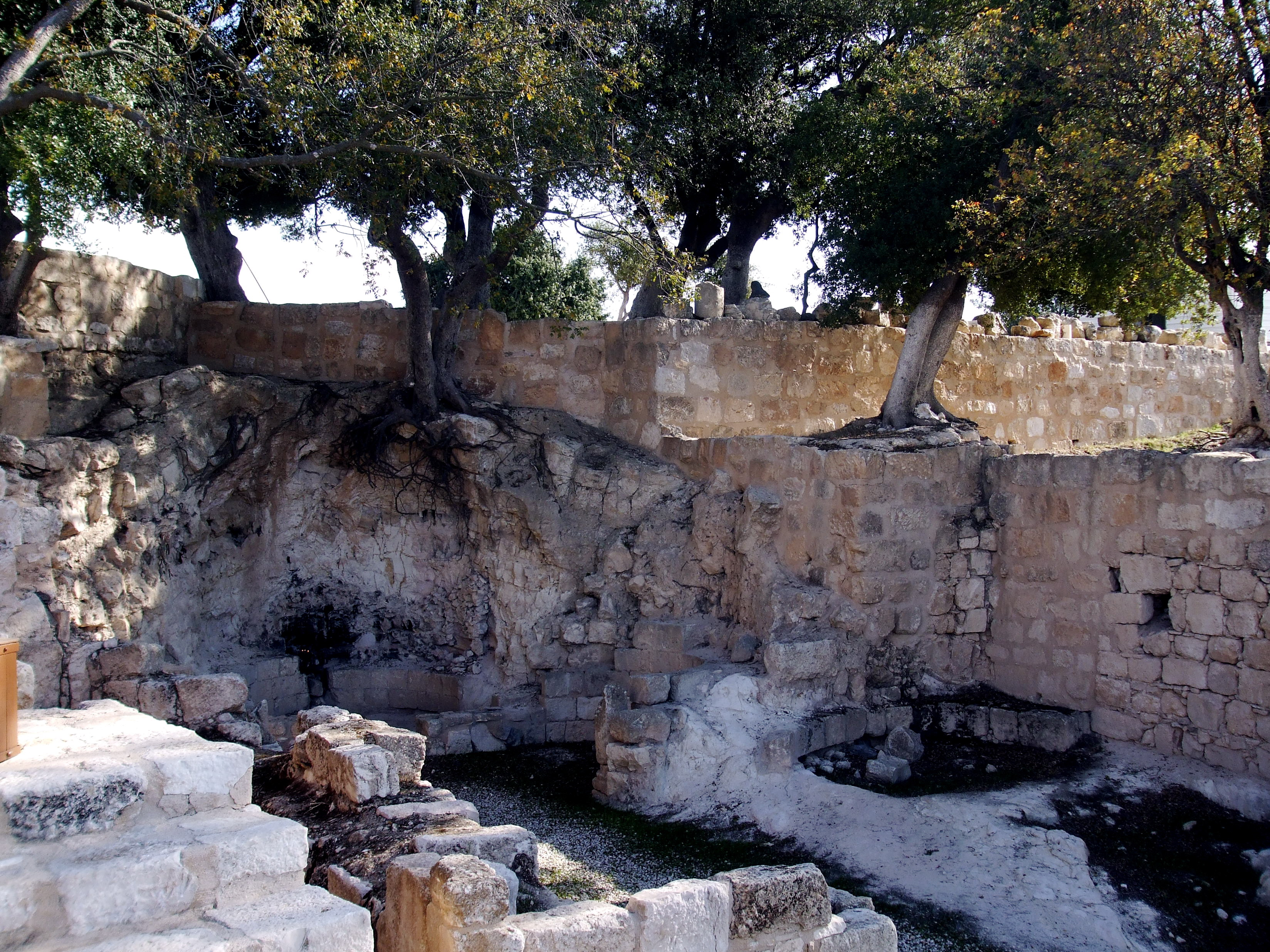
A capela menor em Mar Elias
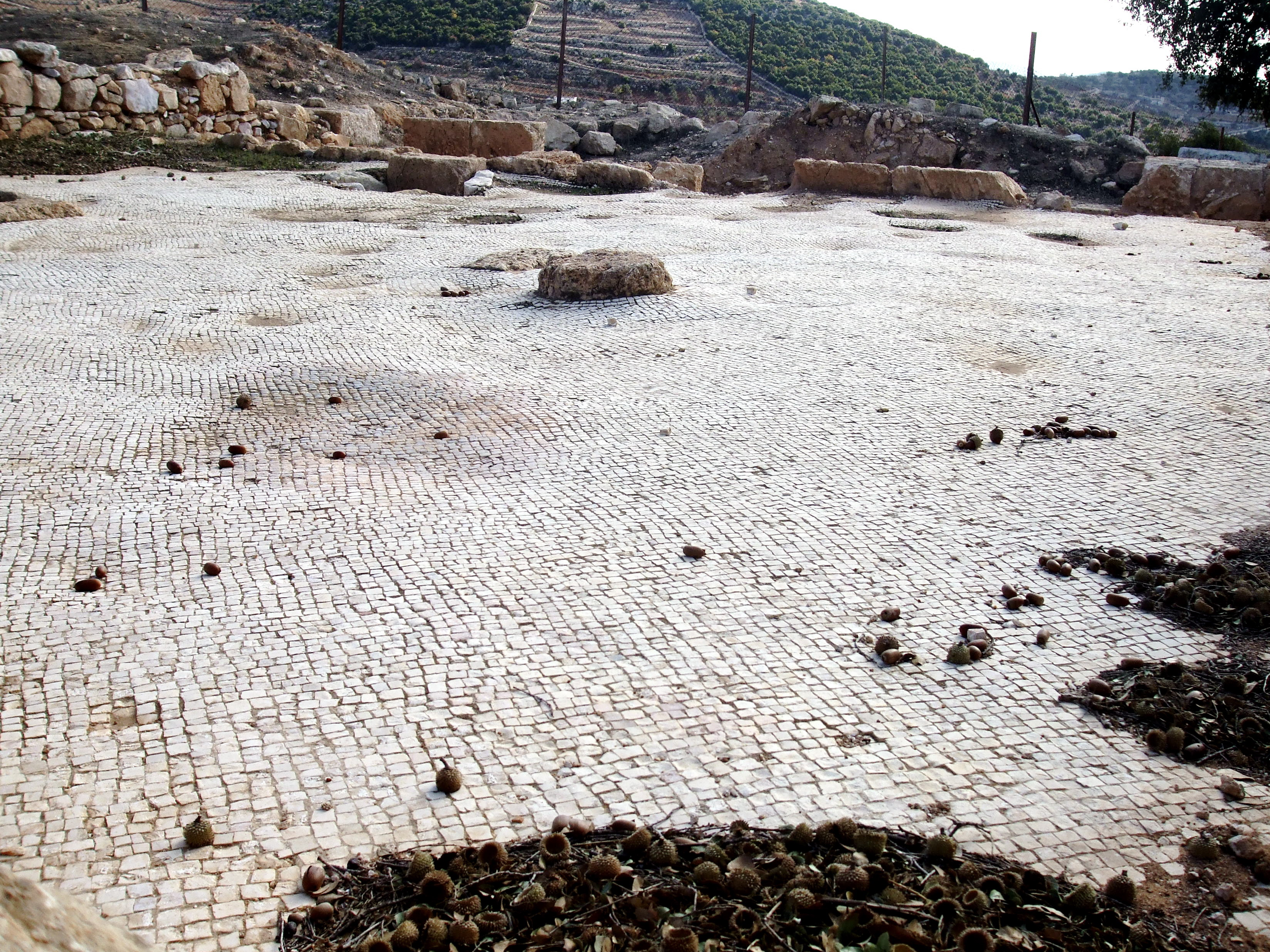
Piso em mosaico simples
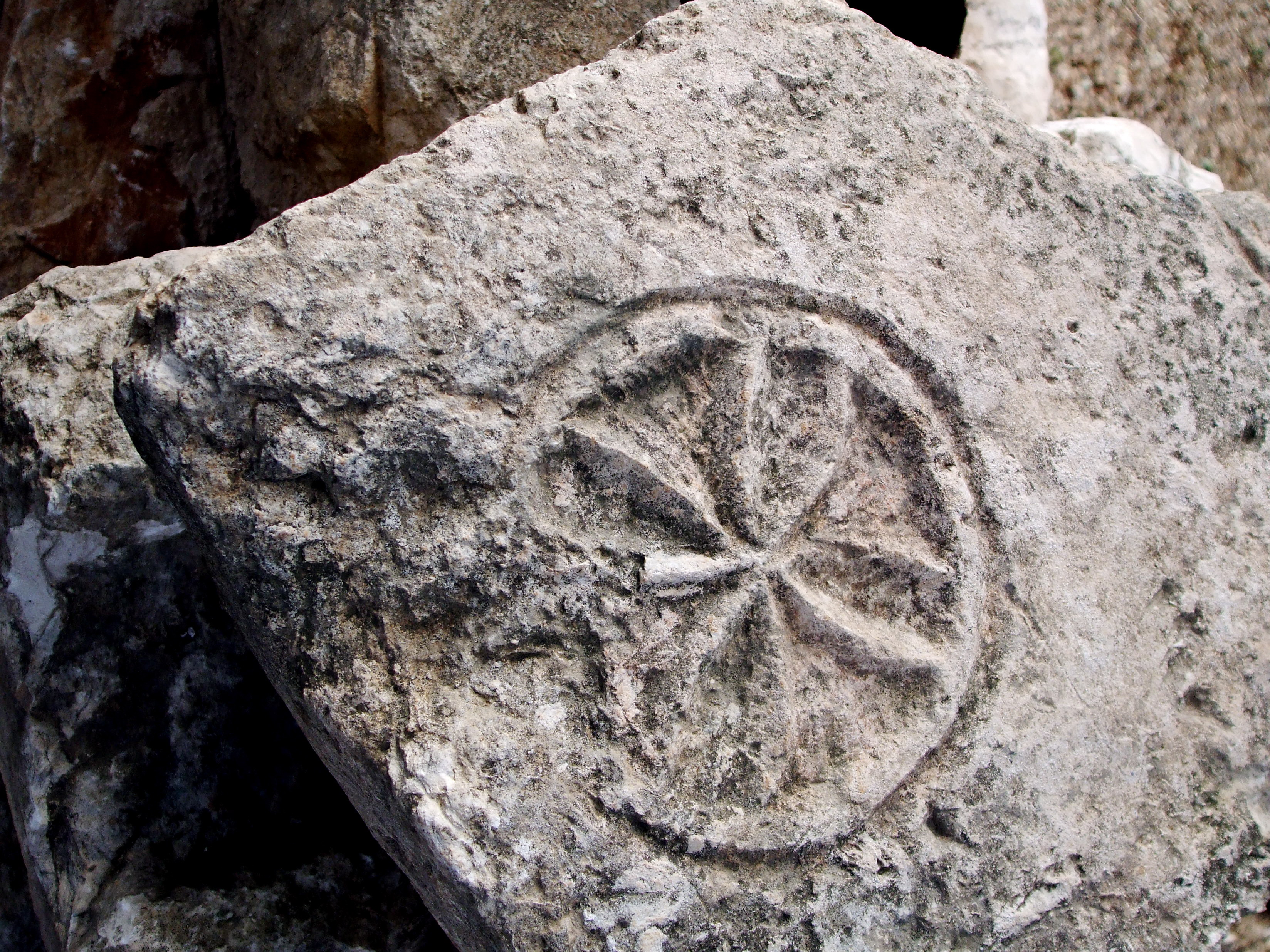
Escultura de uma cruz
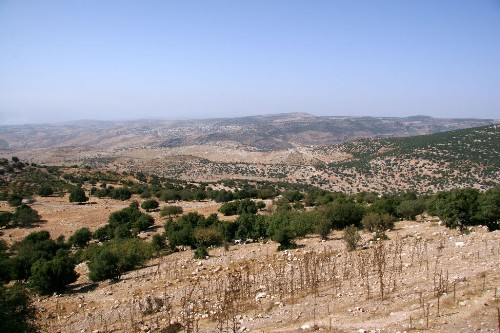
Vista norte do Tel Mar Elias